# Таємниця печатки дракона
«Таємниця печатки дракона» (рос. Тайна печатки дракона, кит.: 龙牌之谜) — російсько-китайський повнометражний мистецький фільм 2019 року режисера Олега Степченко, який є сиквелом картини «Вій».
Зйомки фільму відбувались в Китаї, Росії, Чехії та Тунісі, а акторський склад першого фільму франшизи «Вій» буде доповнений російськими, китайськими і американськими акторами. Основною ціллю кінокартини є демонстрація культури та історії Росії та Китаю.
Вихід картини в російський прокат повинен був відбутися 16 серпня 2018 року, однак прем'єра відбулася 12 вересня 2019 року в зв'язку з проходженням цензурного контролю в Китаї, і після завершення регулювання питань дата прем'єри в Китаї була призначена на 16 серпня 2019 року.

## Сюжет
Англійський мандрівник і картограф Джонатан Грін (у виконанні Джейсона Флемінга), отримує від російського імператора Петра Першого замовлення на виготовлення карт Далекого Сходу Росії. Відправившись у небезпечну подорож для виконання цього завдання, він потрапляє у Китай династії Цінь, де непохитному скептицизму вченого доведеться зіткнутися з героями з давньої китайської міфології.
В основу сюжету закладено три легенди (Таємниця людини в Залізній масці, виникнення Великого чайного шляху, древнє сказання про мертвого козака і характерників) і один історичний факт про Велике посольство Петра Першого у Європу.

## У ролях
| Актор                | Роль                         |
| -------------------- | ---------------------------- |
| Джейсон Флемінг      | Картограф Джонатан Грін      |
| Рутгер Хауер         | Англійський посол            |
| Павло Воля           | Олександр Данилович Меншиков |
| Андрій Мерзлікін     | Начальник охорони Меншикова  |
| Сінтхун Яо           | Чен Лань                     |
| Вілен Бабичев        | Ватажок головорізів          |
| Брати Луу            | Брати Чжун                   |
| Мартін Клебба        | Капітан                      |
| Олександр Робак      | Боцман                       |
| Джекі Чан            | Майстер                      |
| Арнольд Шварценеггер | Джеймс Хук                   |
| Юрій Колокольников   | Залізна Маска                |
| Кристофер Фейрбенк   | Грей                         |
| Чарльз Денс          | Лорд Дадлі                   |
| Анна Чуріна          | міс Дадлі                    |
| Олексій Петрухін     | Хома Брут                    |
| Ігор Жижикин         | Дорош                        |
| Микита Тарасов       | Слуга при дворі Петра І      |

## Про фільм
- Бюджет фільму становить 3,5 млрд рублів (близько 50 мільйонів доларів США), що робить її найдорожчим фільмом в історії російського кінематографа.[9][10].
  - Касові збори не окупили бюджет фільму і становлять (у РФ та СНД) 363 224 947 рублів (5 637 513 доларів США), у Китаї фільм повністю провалився в прокаті, показ фільму був припинений.[11][12].
- Фільм увійшов у десятку найочікуваніших російських прем'єр.[13]
- 30 травня 2016 року на сайті «КіноПоиск» відбулася прем'єра першого офіційного російського тизера «Таємниця Залізної маски: подорож у Китай».[14]

## Назва
Спочатку фільм називався «Вій 2. Подорож у Китай». У першому офіційному тизері фільм назвався «Подорож у Китай. Таємниця залізної маски», а на офіційних сторінках фільму у соціальних мережах — «Таємниця залізної маски. Подорож у Китай». Остаточна назва фільму «Таємниця печатки дракона. Подорож у Китай». Назва запропоновано Арнольдом Шварценеггером і Джекі Чаном.